# FA Charity Shield 1955
Lo FA Charity Shield 1955, noto in italiano anche come Supercoppa d'Inghilterra 1955, è stata la 33ª edizione della Supercoppa d'Inghilterra.
Si è svolto il 14 settembre 1955 allo Stamford Bridge di Londra tra il Chelsea, vincitore della First Division 1954-1955, e il Newcastle, vincitore della FA Cup 1954-1955.
A conquistare il titolo è stato il Chelsea che ha vinto per 3-0 con un autogol di Alf McMichael e reti di Roy Bentley e Frank Blunstone.

## Partecipanti
| Squadre       | Qualificazione                           | Partecipazioni precedenti (il grassetto indica la vittoria) |
| ------------- | ---------------------------------------- | ----------------------------------------------------------- |
| Chelsea       | Vincitore della First Division 1954-1955 | Nessuna                                                     |
| Newcastle Utd | Vincitore della FA Cup 1954-1955         | 4 (1909, 1932, 1951, 1952)                                  |

## Tabellino
| Londra 14 settembre 1955                                                     | Chelsea   | 3 – 0 referto | Newcastle | Stamford Bridge (12.802 spett.) |
| \| \| \| \| \| McMichael 56’ (aut.) Bentley Blunstone 79’ \| Marcatori \| \| |           |               |           |                                 |
|                                                                              |           |               |           |                                 |
| McMichael 56’ (aut.) Bentley Blunstone 79’                                   | Marcatori |               |           |                                 |

### Formazioni
| Chelsea:    |    |                 |
|             |    |                 |
| P           | 1  | Bill Robertson  |
| D           | 2  | Peter Sillett   |
| D           | 3  | Stan Willemse   |
| C           | 4  | Ken Armstrong   |
| C           | 5  | Stan Wicks      |
| C           | 6  | Derek Saunders  |
| A           | 7  | Eric Parsons    |
| A           | 8  | Peter Brabrook  |
| A           | 9  | Roy Bentley     |
| A           | 10 | Les Stubbs      |
| A           | 11 | Frank Blunstone |
| Allenatore: |    |                 |
| Ted Drake   |    |                 |

| Newcastle Utd:   |    |                 |
|                  |    |                 |
| P                | 1  | John Thompson   |
| D                | 2  | George Lackenby |
| D                | 3  | Alf McMichael   |
| C                | 4  | Jimmy Scoular   |
| C                | 5  | Frank Brennan   |
| C                | 6  | Tommy Casey     |
| A                | 7  | Len White       |
| A                | 8  | Reg Davies      |
| A                | 9  | Jackie Milburn  |
| A                | 10 | George Hannah   |
| A                | 11 | Bill Punton     |
| Allenatore:      |    |                 |
| Doug Livingstone |    |                 |